# الموت في البندقية
الموت في البندقية (بالألمانية: Der Tod in Venedig) رواية قصيرة من تأليف الألماني توماس مان الحائز على جائزة نوبل للأدب سنة 1929،كتبها في عام 1911، ونُشرت للمرة الأولى في عام 1912.

## أحداث الرواية
الرواية تدور حول روائي عجوز مشهور وضع له اسم جوستاف اشنباخ، استلهم من هذه الشخصية من الموسيقي جوستاف ماهلر الذي توفي في نفس العام الذي كتب من روايته، يسافر اشنباخ في الرواية من ميونخ إلى البندقية، ثم يلتقي هناك تاديو وهو مراهق أحبه اشنباخ ووقع تحت تأثير جماله، إلا أن هذا كان بمثابة الطريق إلى النهاية، فكان ذلك الحب هو النقطة التي عندها انفجر طموح وطاقة اشنباخ المكبوتة التي كبحها منذ مدة، فعاش فترة من التشاؤم والسقوط انتهت بموته.
قصد مان بموت اشنباخ انحلال البرجوازية في ألمانيا عندما تظهر مكونات اجتماعية جامحة تؤدي إلى انفلات البرجوازية، كتب توماس مان هذه الأقصوصة تحت تأثير فلسفة كل من شوبنهاور ونيتشه.

## شخصيات الرواية
- جوستاف آشنباخ: الشخصية المحورية، كاتب عجوز مشهور يسافر إلى البندقية بحثًا عن الراحة والإلهام، وهناك يُفتن بجمال المراهق تادزيو. يُجسّد آشنباخ التوتر بين الانضباط العقلي والرغبة المكبوتة، ويُمثّل نموذجًا للبرجوازي المثقف الذي ينهار أمام فتنة الجمال .
- تادزيو: مراهق بولندي جميل، يُقيم مع عائلته في نفس الفندق الذي ينزل فيه آشنباخ. لا يتحدث كثيرًا في الرواية، لكنه يُصبح رمزًا للجمال المثالي الذي يُثير الهوس والانحدار النفسي لدى آشنباخ .
- عائلة تادزيو: تظهر بشكل ثانوي، خاصة والدته التي ترافقه في الفندق، وتُجسّد حضورًا اجتماعيًا محافظًا، دون أن تدرك تأثير ابنها على آشنباخ.
- الراوي / المراقب الداخلي: يُقدّم الرواية من منظور تأملي، يُحلّل دوافع آشنباخ ويُبرز التوترات النفسية والفلسفية التي يعيشها، مما يُضفي على النص طابعًا سرديًا داخليًا غنيًا.[6]

## اقتباسات من الرواية
"الجمال يجعل الإنسان خجولًا." اقتباس قصير وعميق يُجسّد كيف يُثير الجمال رهبة داخلية ويُربك التوازن النفسي، وهو من أبرز ثيمات الرواية .
"ثمرة العزلة هي الأصالة، شيء جريء ومربك بجماله، هو الإبداع الشعري. لكن ثمرة العزلة يمكن أن تكون أيضًا الانحراف، واللا تناسق، والعبث، والمحظور." يُعبّر عن التوتر بين الإبداع والانحدار، ويُبرز كيف تتحوّل العزلة إلى قوة مزدوجة .

"مثل أي عاشق، أراد أن يُرضي، وتألم بشدة عند التفكير في الفشل." يُظهر هذا الاقتباس هشاشة آشنباخ أمام فتنة الجمال، وتحوله من عقلاني صارم إلى عاشق مضطرب.

## أسلوب الرواية
تتميّز رواية الموت في البندقية للأديب الألماني توماس مان بأسلوب سردي حداثي يجمع بين الرمزية والتأمل الفلسفي، حيث يُوظّف الكاتب لغة دقيقة ومكثفة تُبرز التوترات النفسية والوجدانية لشخصية البطل، ويعتمد على تقنيات مثل المنولوج الداخلي والوصف البصري لنقل التحولات العاطفية والانحدار النفسي الذي يعيشه الروائي العجوز جوستاف آشنباخ؛ كما يستلهم مان أفكارًا من فلسفة شوبنهاور ونيتشه ليُجسّد الصراع بين العقل والرغبة، وبين الفن والانحلال، ويُقدّم البندقية كفضاء رمزي للجمال والموت، مما يجعل الرواية نموذجًا للأدب الألماني الحديث الذي يُعيد تشكيل الواقع من خلال سرد تأملي متعدد المستويات

## الموت في البندقية في السينما
فيلم الموت في البندقية (بالإيطالية: Morte a Venezia) هو فيلم درامي أُنتج عام 1971 في تعاون بين فرنسا وإيطاليا، وأخرجه المخرج الإيطالي لوتشينو فيسكونتي، مقتبسًا من رواية الكاتب الألماني توماس مان التي نُشرت عام 1912؛ تدور أحداث الفيلم حول المؤلف الموسيقي جوستاف آشنباخ الذي يسافر إلى مدينة البندقية بحثًا عن الراحة، وهناك يُفتن بجمال الفتى البولندي تادزيو، مما يُفجّر داخله صراعًا نفسيًا بين الانضباط العقلي والرغبة المكبوتة، في سياق مدينة موبوءة بالكوليرا؛ يتميّز الفيلم بأسلوب بصري شاعري، ويُوظّف موسيقى غوستاف مالر، خاصة الأداجيتو من السيمفونية الخامسة، ليُضفي طابعًا تأمليًا على السرد، وقد نال الفيلم إشادة نقدية واسعة رغم الجدل الذي أثاره بسبب موضوعه الحساس

## وصلات خارجية
- الموت في البندقية على موقع الموسوعة البريطانية (الإنجليزية)

| - الموت في فينيسا، على أرشيف الإنترنت. - الموت في فينيسا، على كتب جوجل. - الموت في فينيسا، على مشروع جوتنبرج. | - الموت في فينيسا، على الفهرس العالمي. - الموت في فينيسا، على مكتبة جامعة هارفارد. - الموت في فينيسا، على موقع أمازون. |  |